# Distrito electoral de Pleasant Hill (condado de Saline, Nebraska)
Pleasant Hill (en inglés: Pleasant Hill Precinct) es un distrito electoral ubicado en el condado de Saline en el estado estadounidense de Nebraska. En el Censo de 2010 tenía una población de 184 habitantes y una densidad poblacional de 1,98 personas por km².

## Geografía
Pleasant Hill se encuentra ubicado en las coordenadas 40°34′1″N 97°4′58″O / 40.56694, -97.08278. Según la Oficina del Censo de los Estados Unidos, Pleasant Hill tiene una superficie total de 92.88 km², de la cual 92.86 km² corresponden a tierra firme y (0.02%) 0.02 km² es agua.

## Demografía
Según el censo de 2010, había 184 personas residiendo en Pleasant Hill. La densidad de población era de 1,98 hab./km². De los 184 habitantes, Pleasant Hill estaba compuesto por el 96.74% blancos, el 0% eran afroamericanos, el 0% eran amerindios, el 0% eran asiáticos, el 0% eran isleños del Pacífico, el 2.72% eran de otras razas y el 0.54% pertenecían a dos o más razas. Del total de la población el 3.26% eran hispanos o latinos de cualquier raza.